# Rudolf Franz Lehnert

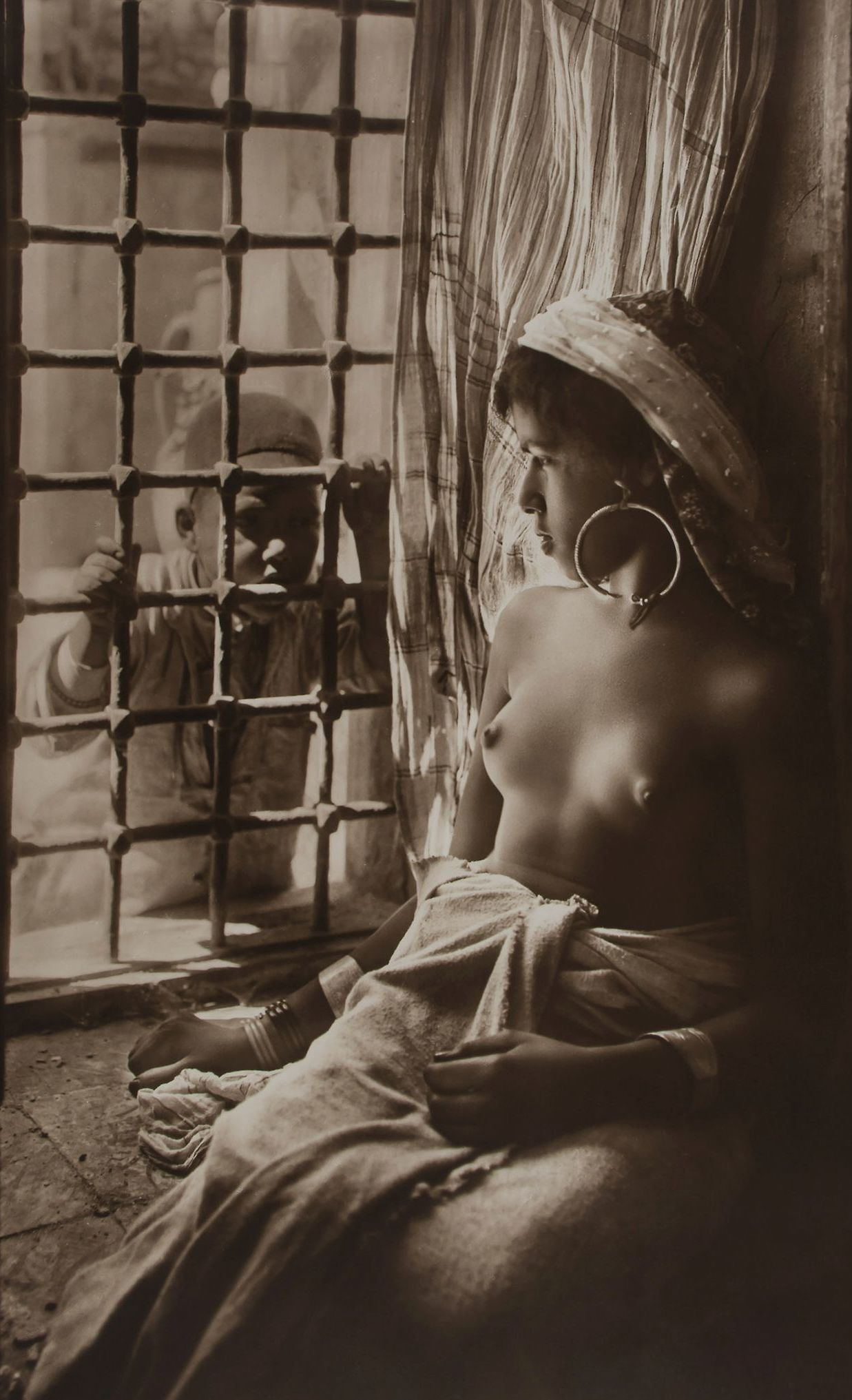
Aktfoto von Lehnert und Landrock (um 1910)

Rudolf Franz Lehnert (* 13. Juli 1878 in Groß Aupa, Österreich-Ungarn; † 16. Januar 1948 in Redeyef, Tunesien) war ein österreichischer Fotograf und Orientliebhaber.

## Leben
Rudolf Lehnert wurde in Groß Aupa, einem Dorf am Fuße des Riesengebirges in Böhmen, geboren, damals Teil von Deutschösterreich. Er verlor früh seine beiden Eltern und kam mit 14 Jahren zu seinem Onkel nach Wien, wo er die weiterführende Schule abschloss. Von 1898 bis 1901 studierte er Photographie.
Lehnert, der mit 21 Jahren sein Erbe antrat, reiste zu Fuß durch Europa. 1904 ging er erstmals nach Tunesien und in der Folge erneut mit seinem Freund und späteren Geschäftspartner Ernst Heinrich Landrock. Die beiden vertrieben unter dem Namen „Lehnert & Landrock“ Postkarten und Fotografien mit orientalischen Motiven. Firmensitze befanden sich unter anderem in Tunis und Kairo.
Der Erste Weltkrieg stellte eine Zäsur dar; er kam in Algerien in französische Gefangenschaft, war später auf Korsika interniert und kam schließlich dank der Bemühungen seines Freundes Landrock in der Schweiz. Er musste in Davos bleiben, wo er Eugenie (Jenny) Schmitt, die aus dem Elsass stammte, heiratete.
Lehnert und Landrock verließen 1924 mit ihren Familien Tunesien und eröffneten in Kairo ein Geschäft für Postkarten und Reproduktionen.
1929 erhielt er die französische Staatsangehörigkeit und lebte in Karthago. Im Zentrum von Tunis (Avenue Jules Ferry) richtete er ein Studio ein und widmete sich vornehmlich der Porträtfotografie. Seine Frau erkrankte schwer bei Ausbruch des Zweiten Weltkriegs. Lehnert stellte seine Aktivitäten ein und pflegte seine Frau in Karthago bis zu ihrem Tod im Jahr 1944. Lehnert schloss sich dann seiner Tochter und seinem Schwiegersohn, Dr. Bernet, Direktor des Phosphatwerks Gafsa in Redeyef, an. Er wurde neben seiner Frau auf dem Friedhof von Karthago beigesetzt.
Besonders bekannt wurden seine Motive im Zuge der europäischen Orientbegeisterung zu Beginn des 20. Jahrhunderts. Wie im Bereich der bildenden Künste ist auch hier eine häufig romantisierende und sentimentalisierende Verwendung exotischer Motive festzustellen. Die Bilder huldigen häufig dem erotischen Reiz fernöstlicher Weiblichkeit. 